# Abborrtjärnen (Lycksele socken, Lappland, 716095-162261)
Abborrtjärnen är en sjö i Lycksele kommun i Lappland och ingår i Öreälvens huvudavrinningsområde. Sjön har en area på 0,38 kvadratkilometer och ligger 350,1 meter över havet. Sjön avvattnas av vattendraget Kvarnbäcken.

## Delavrinningsområde
Abborrtjärnen ingår i det delavrinningsområde (716208-162221) som SMHI kallar för Utloppet av Abborrtjärnen. Medelhöjden är 366 meter över havet och ytan är 1,39 kvadratkilometer. Det finns inga avrinningsområden uppströms utan avrinningsområdet är högsta punkten. Kvarnbäcken som avvattnar avrinningsområdet har biflödesordning 2, vilket innebär att vattnet flödar genom totalt 2 vattendrag innan det når havet efter 176 kilometer. Avrinningsområdet består mestadels av skog (61 procent). Avrinningsområdet har 0,38 kvadratkilometer vattenytor vilket ger det en sjöprocent på 27,3 procent.